# Rugby Africa
Rugby Africa este forul administrativ al rugbyului de pe continental african aflat sub autoritatea World Rugby, care este federația mondială de rugby.
Din 2018, Rugby Africa are 37 de membri și organizează câteva turnee pentru echipele naționale, printre care Cupa Africii care este competiția principală de rugby în XV din Africa.
Rugby Africa a fost înființată în 1986 sub numele Confederația Africană de Rugby pentru a promova, dezvolta, organiza și administra jocul de rugby în Africa. A fost redenumită în Rugby Africa în decembrie 2014.
Președintele Rugby Africa este marocanul Abdelaziz Bougja.
Cel mai important partener oficial al Rugby Africa este principala firmă de consultanță în relații cu media din Africa și Orientul MIjlociu, APO Group.

## Istoria
Confederația Africană de Rugby a fost lansată oficial în ianuarie 1986 în Tunis. Membrii fondatori prezenți la acea întâlnire au fost Coasta de Fildeș, Kenya, Madagascar, Maroc, Senegal, Seychelles, Tanzania și Tunisia. În iulie 1992, la Casablanca, a avut loc o întrunire pentru a admite federația sud-africană în confederație.

## Competiții internaționale

Trofeul acordat câștigătoarei Africa Gold Cup începând cu anul 2000.

Turneele organizate de Rugby Africa includ:
- Cupa Africii, pentru echipe naționale masculine de rugby în XV care se desfășoară anual pe mai multe divizii: 
  - Gold Cup: divizia în care evoluează cele mai bune șase naționale.
  - Silver Cup: divizia a două, împărțită în divizii Nord și Sud a câte trei echipe fiecare.
  - Bronze Cup: divizia a treia, alcătuită din patru naționale.
  - Competiții Regionale: divizia a patra, împărțită în două divizii a până la zece echipe fiecare.
  - Africa Men's Sevens – turneul anual continental pentru echipe naționale masculine de rugby în 7
  - Africa Women's Sevens - turneul anual continental pentru echipe naționale feminine de rugby în 7
  - Programe de dezvoltare

## Membri
Următoarele federații sunt membre ale World Rugby:
| Federații membre ale World Rugby | Federații membre ale World Rugby | Federații membre ale World Rugby |
| Federație                        | Membru al World Rugby            | Membru al World Rugby            |
| Federație                        | Statut                           | Data                             |
| -------------------------------- | -------------------------------- | -------------------------------- |
| Botswana                         | Membru deplin                    | 1994                             |
| Ghana                            | Membru deplin                    | 2004                             |
| Coasta de Fildeș                 | Membru deplin                    | 1988                             |
| Kenya                            | Membru deplin                    | 1990                             |
| Madagascar                       | Membru deplin                    | 1998                             |
| Mauritius                        | Membru deplin                    | 2009                             |
| Maroc                            | Membru deplin                    | 1988                             |
| Namibia                          | Membru deplin                    | 1990                             |
| Nigeria                          | Membru deplin                    | 2001                             |
| Rwanda                           | Membru deplin                    | 2004                             |
| Senegal                          | Membru deplin                    | 1999                             |
| Africa de Sud                    | Membru deplin                    | 1949                             |
| Swaziland                        | Membru deplin                    | 1998                             |
| Tunisia                          | Membru deplin                    | 1988                             |
| Uganda                           | Membru deplin                    | 1997                             |
| Zambia                           | Membru deplin                    | 1995                             |
| Zimbabwe                         | Membru deplin                    | 1987                             |
| Burundi                          | Membru asociat                   | 2004                             |
| Tanzania                         | Membru asociat                   | 2004                             |
| Togo                             | Membru asociat                   | 2004                             |
| Mali                             | Membru asociat                   | 2004                             |
| Camerun                          | Suspendat                        | 1999                             |
| Mauritania                       | Suspended                        | 2003                             |

În plus, următoarele federații nu sunt membre ale World Rugby, dar sunt ori membre depline sau afiliate ale Rugby Africa, sau sunt țări ne-membre care lucrează cu confederația africană:
| Federații membre ale Rugby Africa | Federații membre ale Rugby Africa | Federații membre ale Rugby Africa |
| Federație                         | Statut Rugby Africa               |                                   |
| --------------------------------- | --------------------------------- | --------------------------------- |
| DZA                               | Membru                            |                                   |
| Benin                             | Membru                            |                                   |
| Burkina Faso                      | Membru                            |                                   |
| Ciad                              | Membru                            |                                   |
| RD Congo                          | Membru                            |                                   |
| Gabon                             | Membru                            |                                   |
| Guineea                           | Membru                            |                                   |
| Lesotho                           | Membru                            |                                   |
| Malawi                            | Membru                            |                                   |
| Niger                             | Membru                            |                                   |
| Sierra Leone                      | Membru                            |                                   |
| Togo                              | Membru                            |                                   |
| Capul Verde                       | Ne-membru                         |                                   |
| CAF Rep. Centrafricană            | Ne-membru                         |                                   |
| Comoroe                           | Ne-membru                         |                                   |
| COG Congo                         | Ne-membru                         |                                   |
| EGY Egipt                         | Ne-membru                         |                                   |
| Etiopia                           | Ne-membru                         |                                   |
| LBY Libia                         | Ne-membru                         |                                   |
| SYC Seychelles                    | Ne-membru                         |                                   |
| MYT Mayotte                       | Ne-membru                         |                                   |
| REU Reunion                       | Ne-member                         |                                   |

## Legături externe
- Rugbyafrique.com Site-ul oficial al Rugby Africa